# 聖荷西狄里登車站
圣荷西狄里登車站（英語：San Jose Diridon Station）是一座位于美国加利福尼亚州圣荷西的鐵路車站，來往舊金山半島上城鎮通勤鐵路加州列车、連接聖華金谷城鎮的阿尔塔蒙特走廊特快（ACE）通勤鐵路、美鐵長途列車、及連接加州首府沙加緬度的首府走廊號城際列車均有停靠。
南太平洋鐵路於1935年12月啟用原名為卡希爾車站 (Cahill Depot) 的聖荷西車站，往來美國西岸的長途列車均有停靠。1986年開始營運加州列車也以聖荷西車站作為服務聖塔克拉拉谷城鎮的主要車站。至今平均一天有超過110班的客運列車停靠聖荷西車站，是北加州最繁忙的鐵路客運車站之一。
為了感謝對修復車站站房的支持和經費爭取，1994年車站改以聖塔克拉拉郡前監事老榮恩·狄里登 (Rod Diridon Sr.) 為名。
加利福尼亞高速鐵路亦預定於聖荷西車站設站。